# Абу-л-Мухаджир Динар
Абу-л-Мухаджир Динар (д/н — 683) — державний та військовий діяч Омеядського халіфату.

## Життєпис
Мав коптське, грецьке чи берберське походження. Дата народження невідома. Народився, напевне, в Єгипті. Був рабом ансара і сахаби Муслами ібн Мухалада, який 667 року стає валі Єгипту з підпорядкуванням Іфрикії. У 675 році халіф Муавія I вирішив змінити валі Іфрикії. На цю посаду Муслама призначив Абу-л-Мухаджира. Останній наказав арештувати колишнього намісника Укбу ібн Нафі, але потім звільнив на вимогу халіфа.
Вчиняв набіги на візантійські володіння в Африці. За різними відомостями, досяг міста Мілевум (сучасне Міла, східний Алжир) або Алтави (поблизу Тлемсена, західний Алжир). Ймовірно, походи мали грабіжницький характер, спрямовані проти візантійців та їхніх союзників берберів. Втім арабський історик аль-Малікі повідомляє, що Абу-л-Мухаджир мирно змусив Кусейлу, володаря Авресу, визнати зверхність халіфату.
У 681 році позбавлений посади новим халіфом Язидом I і відновлений на посаді Укбу ібн Нафі. Той закував Абу-л-Мухаджира в кайдани й всюди возив у походах. Під час битви біля Вескери Укба запропонував Абу-л-Мухаджиру волю й запросив спільно битися проти берберів Кусейли, але дістав відмову. Обидва згодом загинули.